# Représentations diplomatiques du Gabon

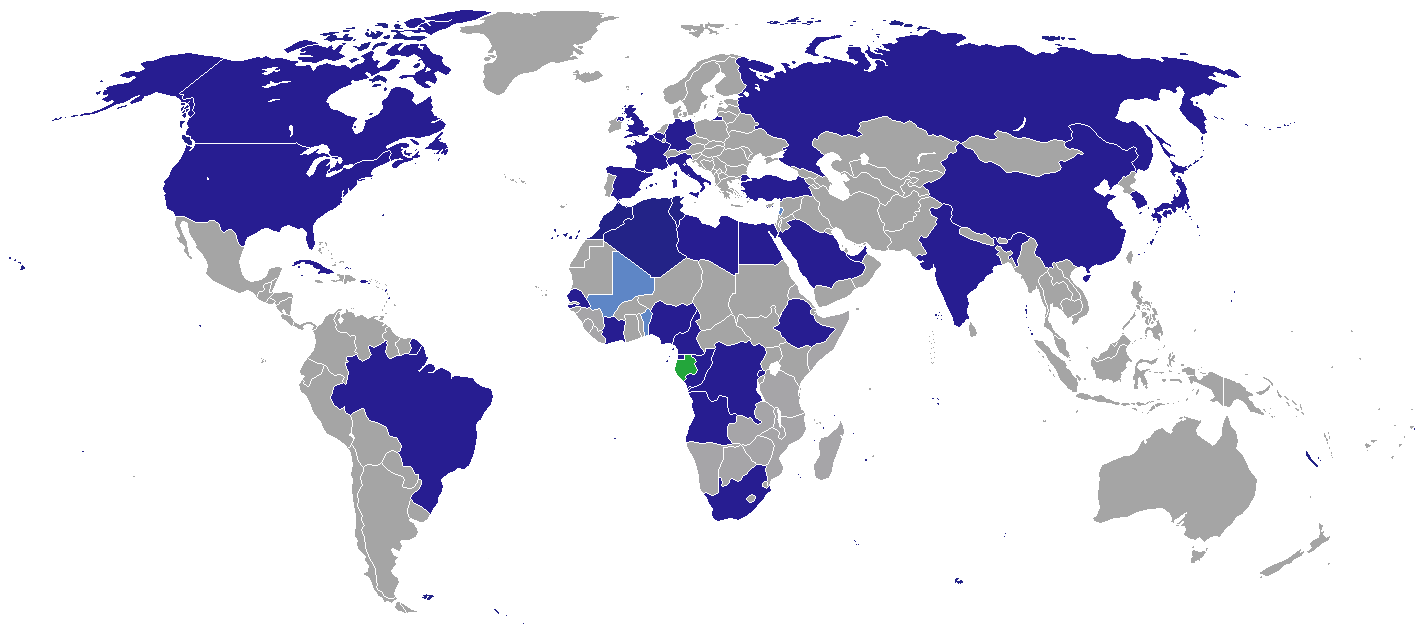
Représentations diplomatiques du Gabon :
Gabon
Ambassade

Voici la liste des représentations diplomatiques du Gabon à l'étranger, hormis les consulats honoraires :

## Afrique
- Afrique du Sud
  - Pretoria (haut-commissariat)
- Algérie
  - Alger (ambassade)
- Angola
  - Luanda (ambassade)
- Bénin
  - Cotonou (consulat général)
- Cameroun
  - Yaoundé (haut-commissariat)
- République du Congo
  - Brazzaville (ambassade)
- République démocratique du Congo
  - Kinshasa (ambassade)
- Côte d'Ivoire
  - Abidjan (ambassade)
- Égypte
  - Le Caire (ambassade)
- Éthiopie
  - Addis Ababa (ambassade)
- Guinée équatoriale
  - Malabo (ambassade)
  - Bata (consulat général)
- Libye
  - Tripoli (ambassade)
- Mali
  - Bamako (consulat général)
- Maroc
  - Rabat (ambassade)
- Nigeria
  - Abuja (haut-commissariat)
- Rwanda
  - Kigali (haut-commissariat)
- Sao Tomé-et-Principe
  - São Tomé (ambassade)
- Sénégal
  - Dakar (ambassade)
- Togo
  - Lomé (haut-commissariat)
- Tunisie
  - Tunis (ambassade)

## Amérique
- Brésil
  - Brasília (ambassade)
- Canada
  - Ottawa (haut-commissariat)
- Cuba
  - La Havane (ambassade)
- États-Unis
  - Washington (ambassade)

## Asie
- Arabie saoudite
  - Riyad (ambassade)
- Chine
  - Pékin (ambassade)
- Corée du Sud
  - Séoul (ambassade)
- Inde
  - New Delhi (haut-commissariat)
- Japon
  - Tokyo (ambassade)
- Liban
  - Beyrouth (consulat général)
- Turquie
  - Ankara (ambassade)

## Europe
- Allemagne
  - Berlin (ambassade)
- Belgique
  - Bruxelles (ambassade)
- Espagne
  - Madrid (ambassade)
- France
  - Paris (ambassade)
- Italie
  - Rome (ambassade)
- Royaume-Uni
  - Londres (haut-commissariat)
- Russie
  - Moscou (ambassade)
- Vatican et Ordre Souverain de Malte
  - Rome (ambassade)

## Organisations internationales
- Addis Ababa (Mission permanente auprès de l'Union africaine)
- Bruxelles  (Mission permanente auprès de l'Union européenne)
- Genève  (Mission permanente auprès de l'Organisation des Nations unies)
- New York (Mission permanente auprès de l'Organisation des Nations unies)
- Paris (Mission permanente auprès de l'UNESCO)

## Galerie

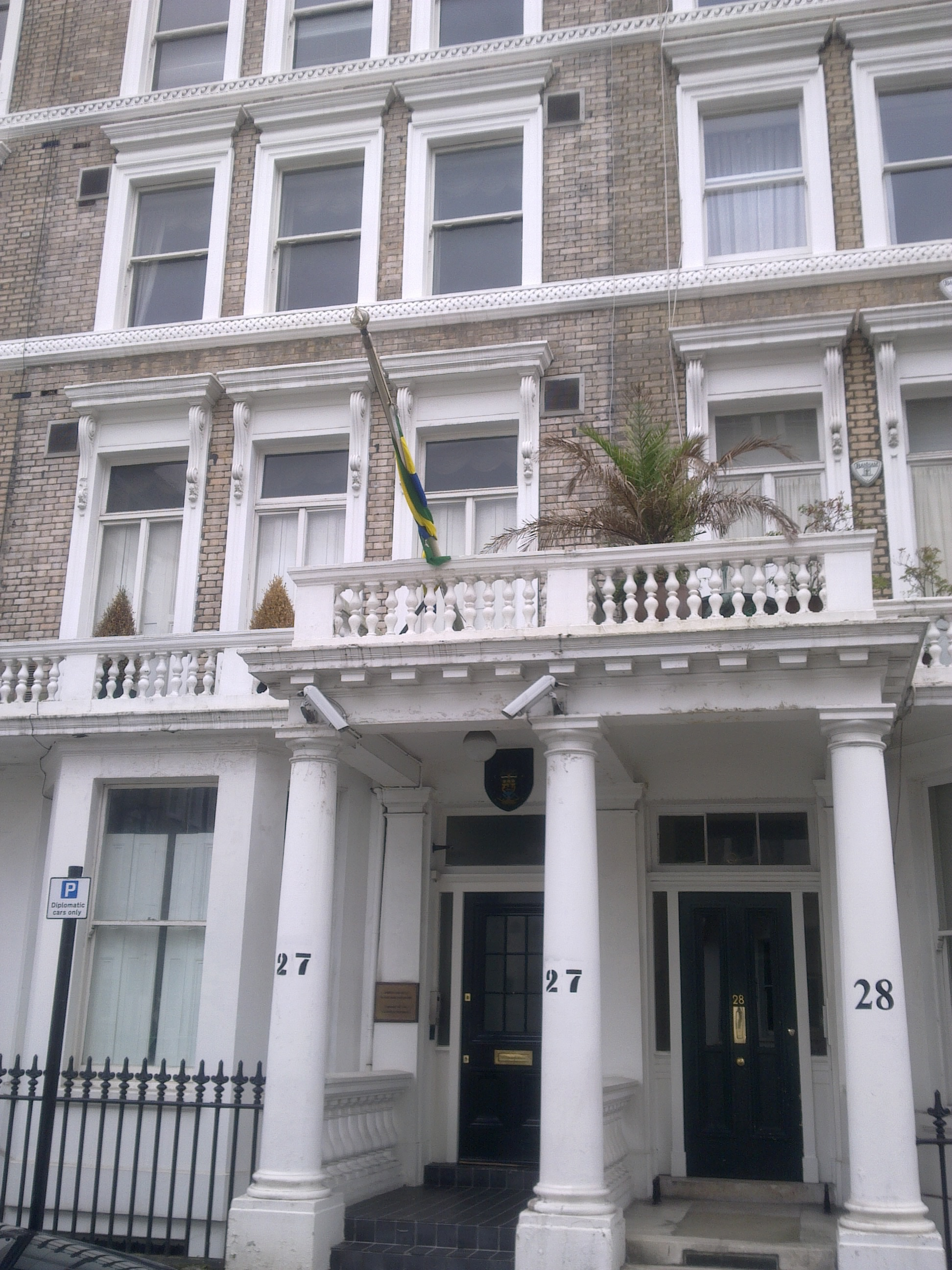
Haut-commissariat à Londres.
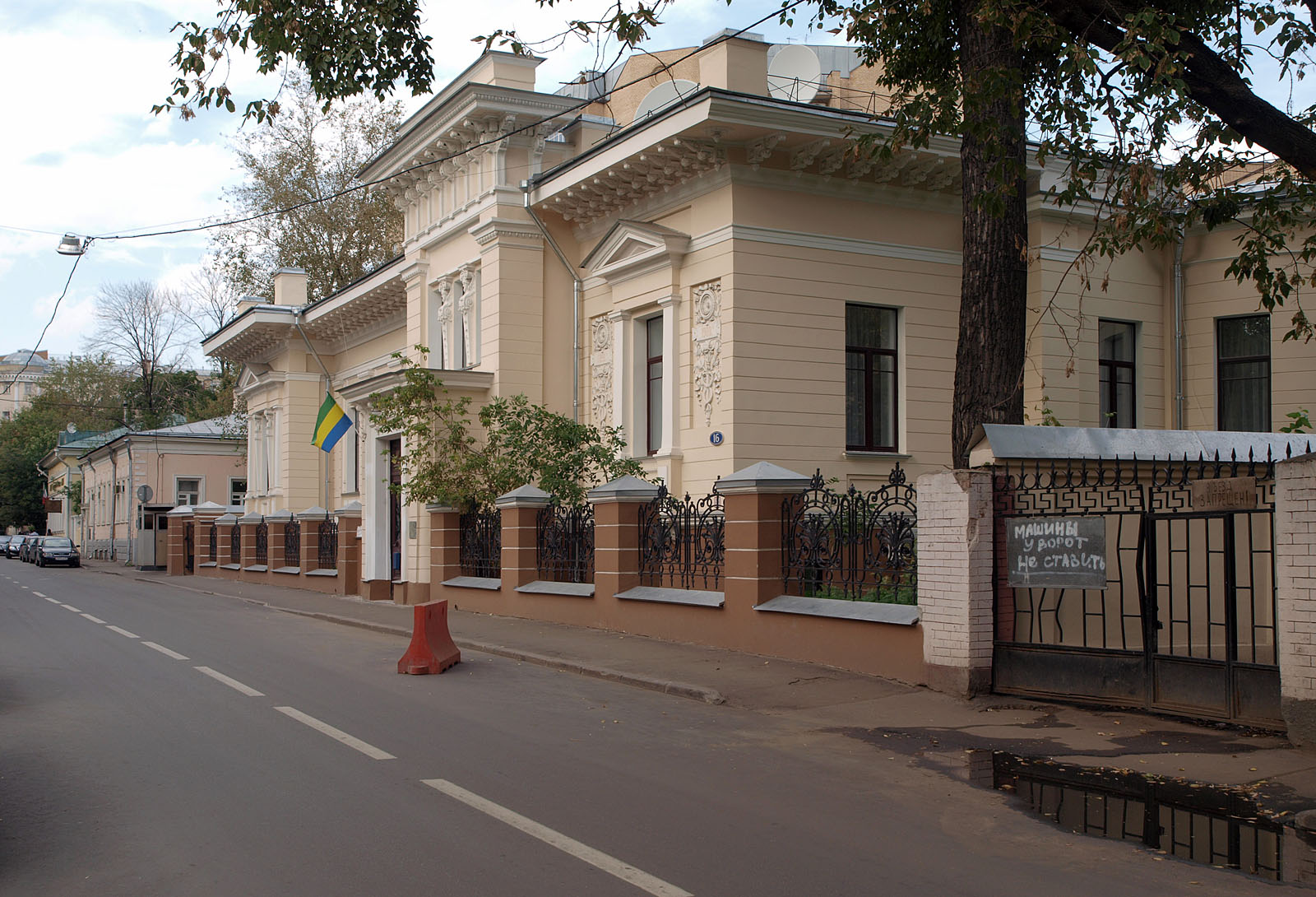
Ambassade à Moscou.
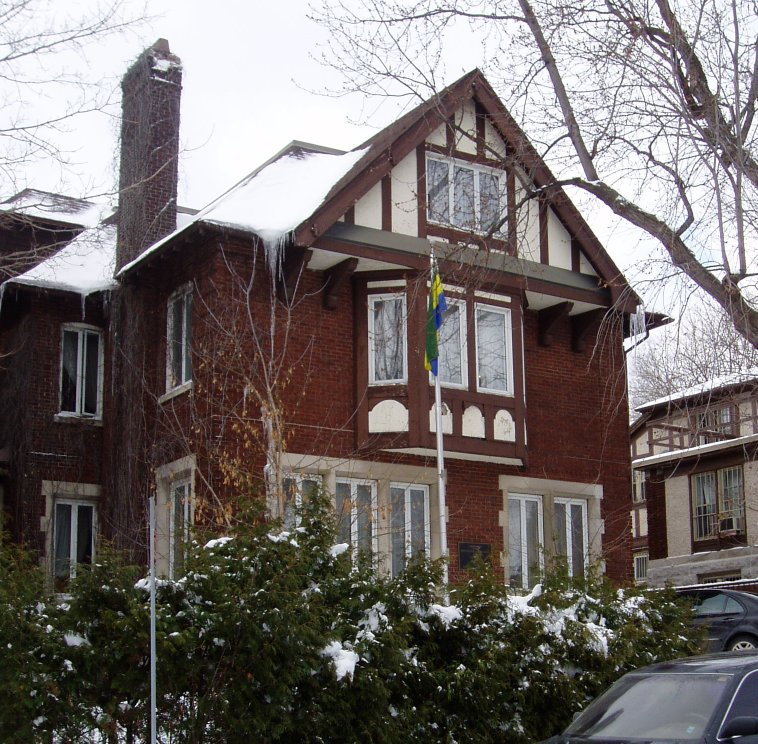
Haut-commissariat à Ottawa.
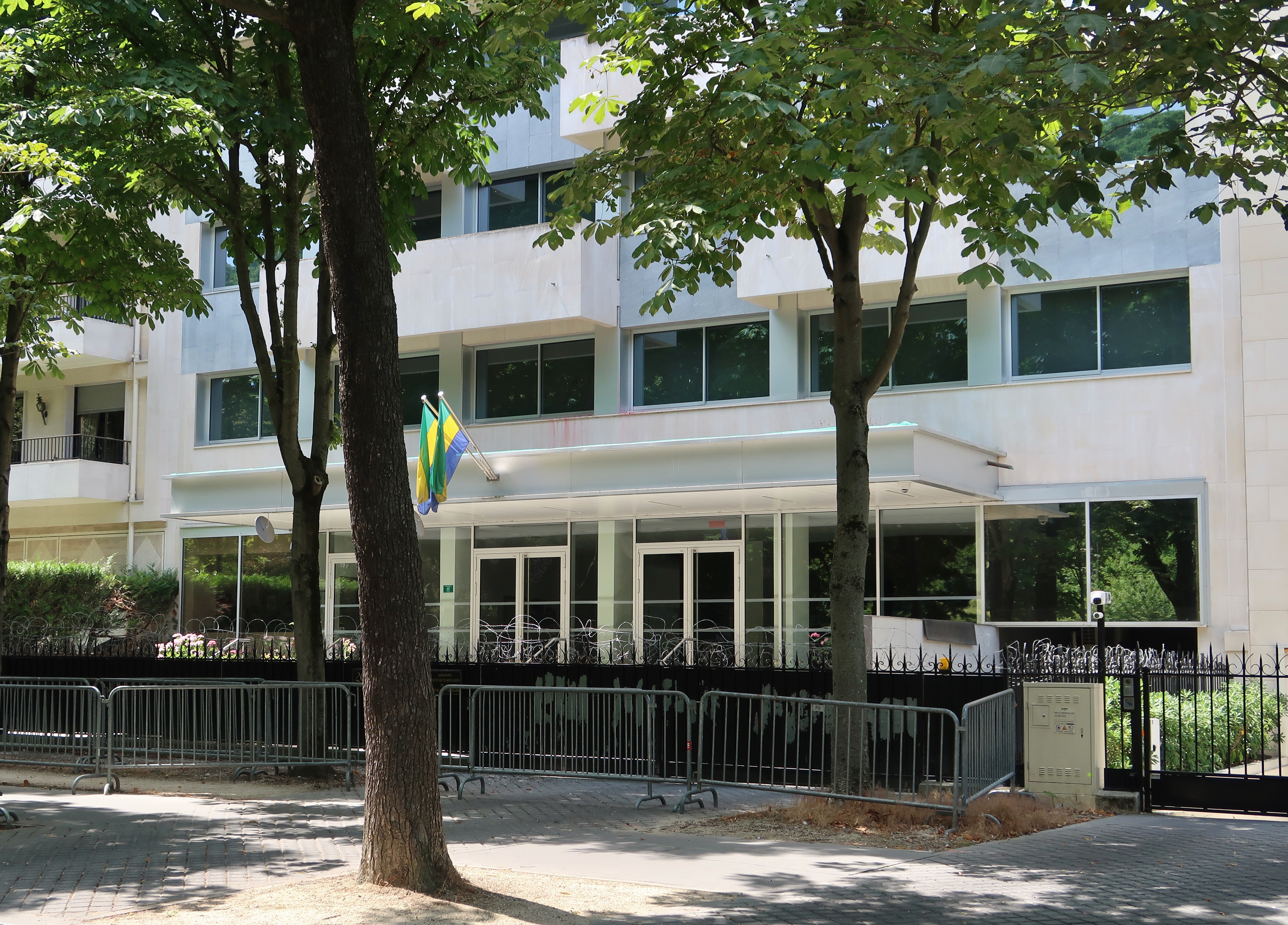
Ambassade à Paris.
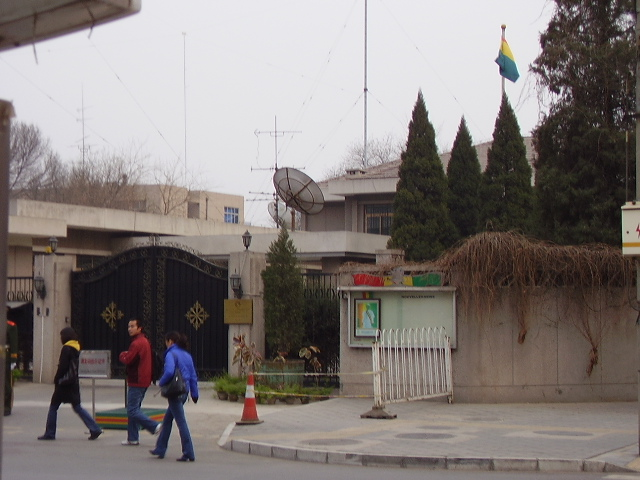
Ambassade à Pékin.
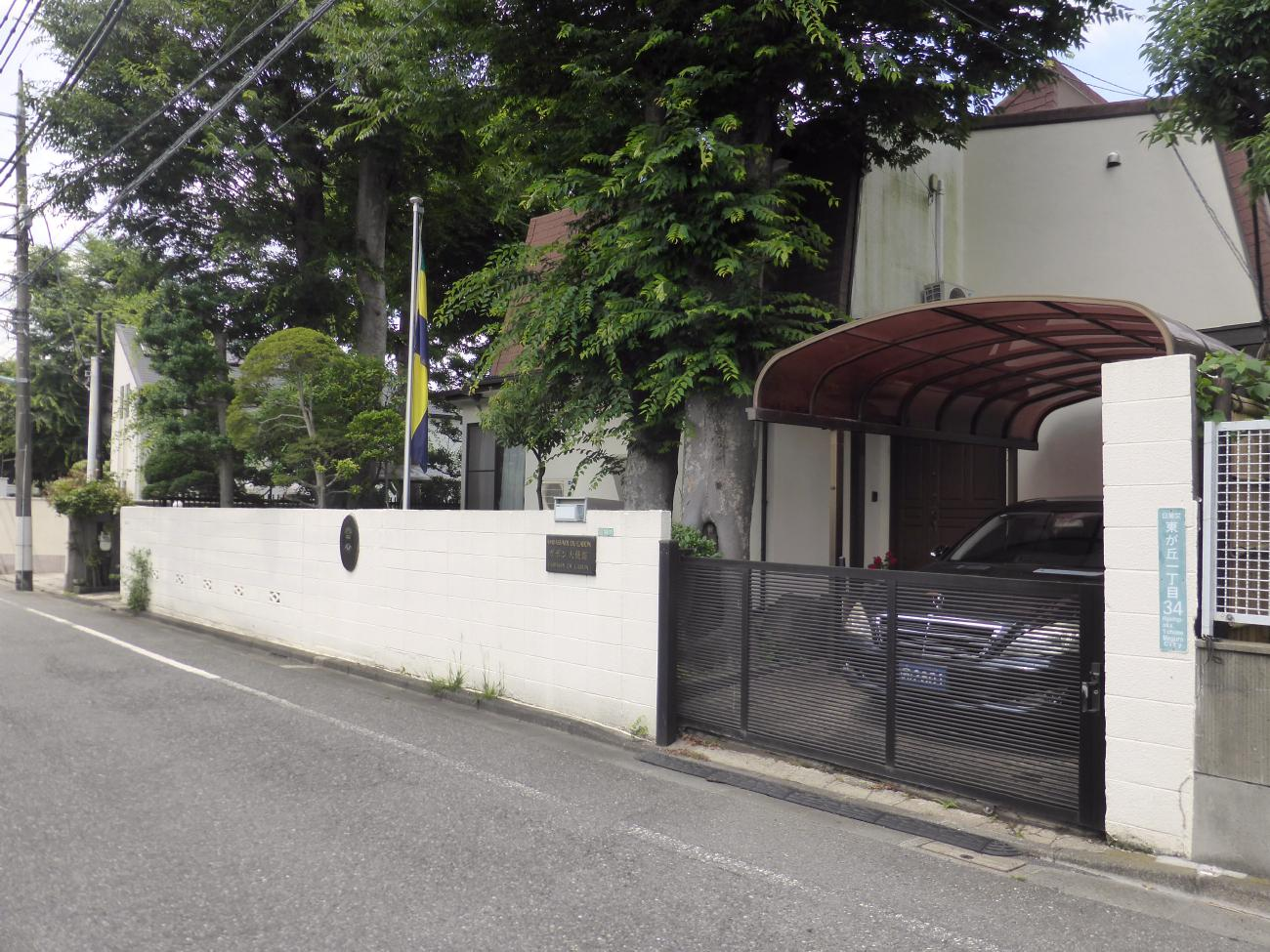
Ambassade à Tokyo.
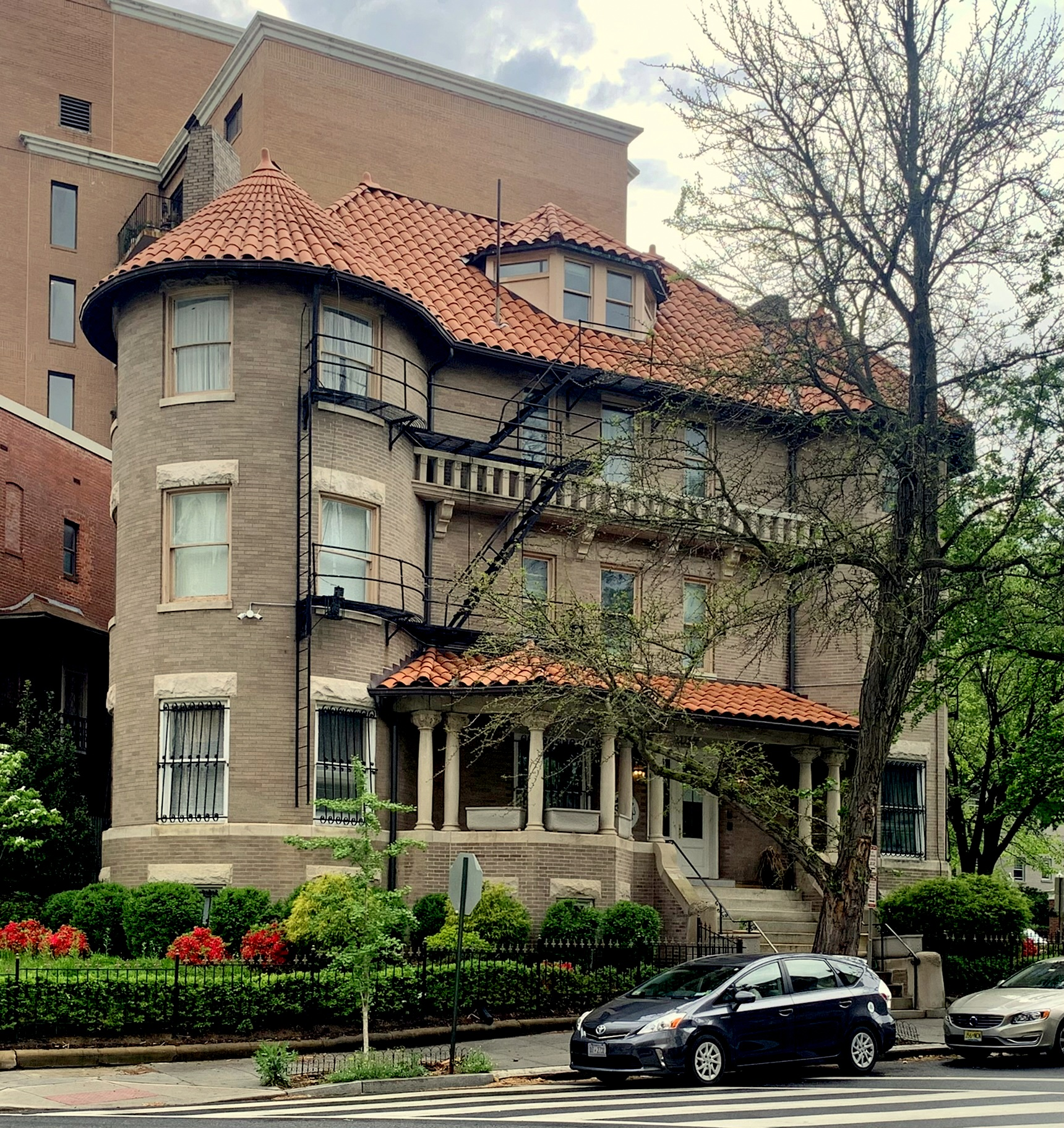
Ambassade à Washington.